# Idioma awabakal
El idioma awabakal (también Awabagal o Hunter River - Lake Macquarie, a menudo abreviado HRLM ) lenguaje es un idioma aborigen australiano que se hablaba alrededor del Lago Macquarie y Newcastle en Nueva Gales del Sur. El nombre se deriva de Awaba, que era el nombre nativo del lago. Fue hablado por los pueblos Awabakal y Wonnarua.
Fue estudiado por el misionero Lancelot Threlkeld en el siglo XIX, quien escribió una gramática de la lengua, pero la lengua hablada se había extinguido antes de los esfuerzos de reactivación del siglo XXI.

## Clasificación
Awabakal es un Pama-Nyungan, más estrechamente relacionado con el idioma worimi, dentro del grupo Yuin-Kuric.

## Historia
Awabakal fue estudiado por el reverendo Lancelot Threlkeld desde 1825 hasta su muerte en 1859, produciendo una gramática y un diccionario en Una gramática australiana en 1834. El hablante de Awabakal que le enseñó sobre el idioma fue Biraban, el líder tribal. Los "Especímenes de un dialecto de los aborígenes de Nueva Gales del Sur" de Threlkeld y Biraban en 1827 fueron el primer intento de exhibir la estructura de una lengua australiana.
El trabajo de Threlkeld fue ampliado en gran medida por John Fraser (etnólogo) y se volvió a publicar en 1892 como "Un idioma australiano hablado por los Awabakal, la gente de Awaba o Lake Macquarie (cerca de Newcastle, Nueva Gales del Sur) siendo relato de su lengua, tradiciones y costumbres / por L.E. Threlkeld; reorganizado, condensado y editado con un apéndice por John Fraser. IContenía gramática y vocabulario, así como mucho material nuevo de Fraser, y ayudó a popularizar el nombre "Awabakal" para el grupo de idiomas conocido más ampliamente como el idioma Hunter River-Lake Macquarie..

## Renacimiento moderno
El idioma está siendo revivido actualmente. Se ha emprendido una nueva ortografía y reconstrucción de la fonología. Hasta la fecha, se han producido varias publicaciones, entre ellas "Una gramática para el idioma Awabakal", "Una introducción a la lengua Awabakal: su ortografía, ortoepía recomendada y su gramática y estilística" y "Nupaleyalaan palii Awabakalkoba = Enséñate a ti mismo Awabakal".

## Fonología
[cita requerida]
El awabakal dejó de ser una lengua hablada mucho antes de la creación de equipos de grabación, y parte del proceso de revitalización de la lengua ha sido la reconstrucción de la fonología. Por lo tanto, la exactitud de los sonidos del idioma nunca será históricamente precisa. Este proceso, sin embargo, ha producido uno que será satisfactorio para el propósito de revitalización.

### Siglo XIX
- Threlkeld, Lancelot Edward (1827). Specimens of a Dialect of the Aborigines of New South Wales; Being the first attempt to form their speech into a written language.
- Threlkeld, Lancelot Edward; White, Henry Luke; Cowper, Charles; Dunlop, James; Ellis, William (1834). An Australian grammar: comprehending the principles and natural rules of the language, as spoken by the Aborigines in the vicinity of Hunter's River, Lake Macquarie, &c. New South Wales. Printed by Stephens and Stokes. (Scan1 Scan2)
- Threlkeld, Lancelot Edward (1836). An Australian spelling book in the language as spoken by the Aborigines in the vicinity of Hunter's River, Lake Macquarie, New South Wales.
- Threlkeld, Lancelot Edward (1850). A key to the structure of the Aboriginal language; being an analysis of the particles used as affixes, to form the various modifications of the verbs; shewing the essential powers, abstract roots, and other peculiarities of the language spoken by the Aborigines in the vicinity of Hunter River, Lake Macquarie, etc., New South Wales: together with comparisons of Polynesian and other dialects.
- Threlkeld, Lancelot Edward (1858). Language of the Australian Aborigines. Waugh's Australian Almanac for the Year 1858. 60-80

- Threlkeld, Lancelot Edward; Fraser, John; Taplin, George; Ridley, William; Livingstone, H; Günther, James; Broughton, William Grant (1892). An Australian language as spoken by the Awabakal, the people of Awaba or Lake Macquarie (near Newcastle, New South Wales): being an account of their language, traditions and customs. Charles Potter, Govt. Printer  – via Internet Archive. «Re-arranged, condensed and edited with an appendix by John Fraser». (NLA catalogue entry)
- Threlkeld, Lancelot Edward (1892). Fraser, John (ed.), An Australian language as spoken by the Awabakal, the people of Awaba or Lake Macquarie (near Newcastle, New South Wales) being an account of their language, traditions and customs.

### Siglo XXI
- Arposio, Alex (2009), A grammar for the Awabakal language (Rev. edición), Arwarbukarl Cultural Resource Association, «First published early 2008. Revised edition published November 2008. Reprinted August 2009».
- Arwarbukarl Cultural Resource Association Inc (2010), Awabakal dictionary (Research edición), Arwarbukarl Cultural Resource Association, ISBN 978-0-9804680-8-3.